# Mantel de Coria

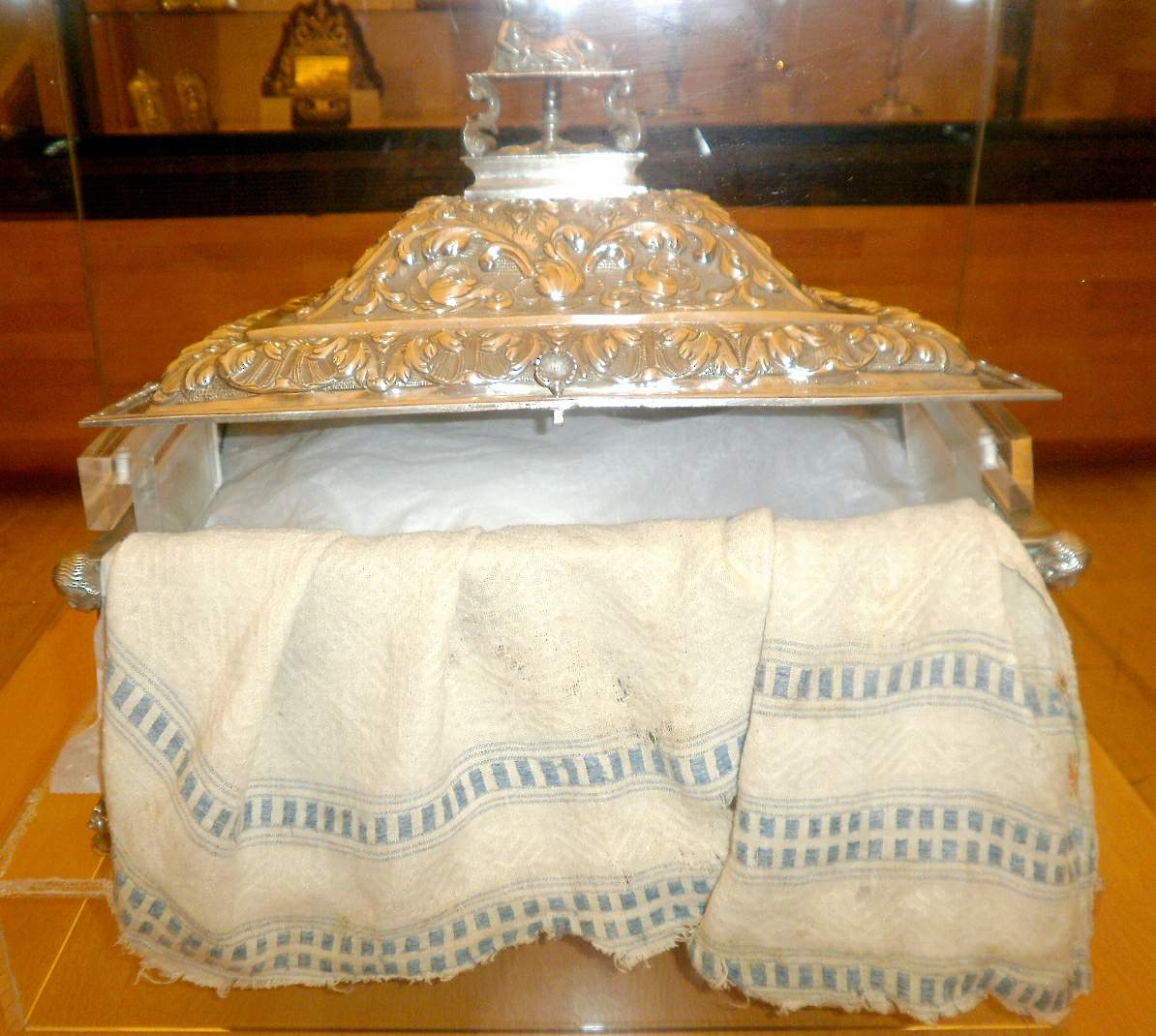
Mantel de Coria.

El mantel de Coria es una reliquia que se dice que estuvo en la mesa en la que se celebró la Última Cena. Se encuentra en la Catedral de Santa María de la Asunción, en Coria, Extremadura, España.
La primera referencia documental es de 1404, cuando Benedicto XIII, el llamado Papa Luna, otorgó una bula por la que reconocía su autenticidad y permitía su exposición y culto cada 3 de mayo. Este día, este mantel era colgado del balcón de la catedral. Esta costumbre se mantuvo hasta el episcopado de Juan Álvarez de Castro (1790-1809).
El Centro Superior de Investigaciones Científicas analizó la tintura azul que decora las bandas del mantel, concluyendo que se trata de «índigo natural», un colorante de uso común en la antigüedad, que fue introducido en Europa en el siglo XVI.

## Relación con la Sábana Santa de Turín
En 2001, el Centro Español de Sindonología comprobó que el hilo que conforma la trama de la tela está torsionado en «Z». El mismo tipo de torsión que la Sábana Santa de Turín.
El mantel fue estudiado por el científico John P. Jackson (miembro del Proyecto de Investigación de la Sábana Santa de Turín) en dos visitas que hizo a Coria: en 2006 y 2007. Este llegó a la conclusión de que la Sábana Santa y el mantel de Coria fueron usados juntos como manteles de la Última Cena.
Las dimensiones, 4,32 m de largo por 0,90 m de ancho, son casi idénticas a las de la Sábana Santa de Turín (4,40 por 1,10). En las grandes solemnidades, y la Pascua era la mayor de ellas, los judíos usaban dos manteles, uno sobre el que se colocaban los alimentos y otro para taparlos. Jesús fue enterrado con rapidez: en tres horas José de Arimatea tuvo que reclamar el cuerpo de Pilatos, obtener el permiso para enterrarlo, trasladarlo hasta el sepulcro, amortajarlo y cerrar la tumba. En aquel contexto, pudo haber tomado un mantel de estas características, que es perfecto para envolver un cuerpo.